# NGC 313
NGC 313 est constitué de trois étoiles situées dans la constellation des Poissons. L'astronome irlandais Bindon Stoney a enregistré la position de ces étoiles le 29 novembre 1850.